# Província de Barranca
Barranca és una de les nou províncies que conformen el departament de Lima al Perú. La capital d'aquesta província és la ciutat de Barranca. Limita pel nord amb les províncies d'Ancash de Huarmey i Bolognesi ; a l'est amb la d'Ocros; al sud amb la de Huaura; i a l'oest amb l'oceà Pacífic. Dins de la divisió eclesiàstica de l'Església Catòlica del Perú pertany a la Diòcesi de Huacho. Està en la jurisdicció judicial del districte judicial de Huaura i compta amb 143 216 habitants segons el Cens Nacional de 2012. La província té una extensió de 1.355,87 quilòmetres quadrats i està dividida en 5 districtes:
1. Barranca
2. Paramonga
3. Pativilca
4. Supe
5. Supe Puerto

## Autoritats

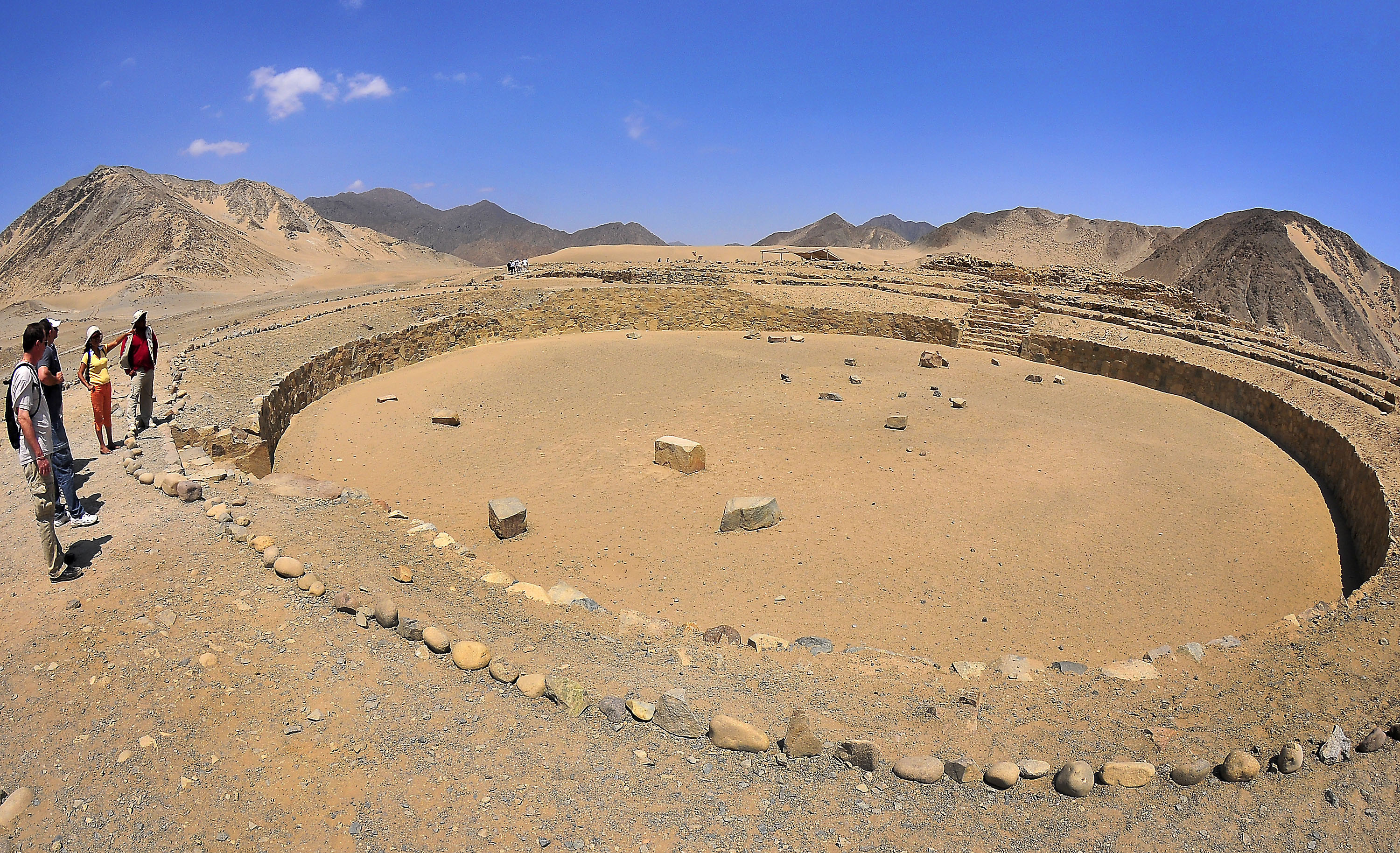
Caral-Supe

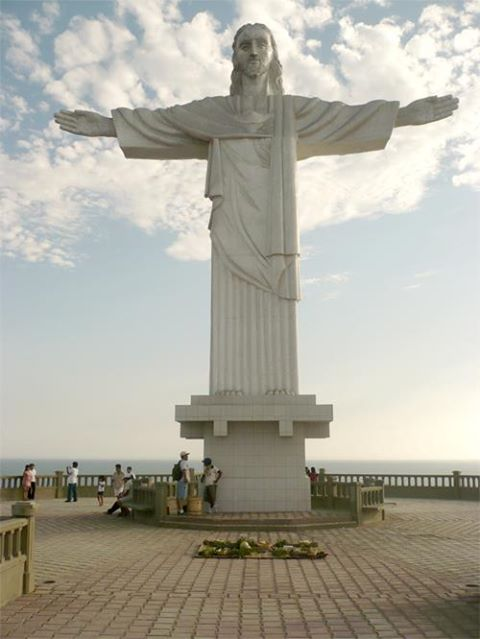
Crist Redemptor

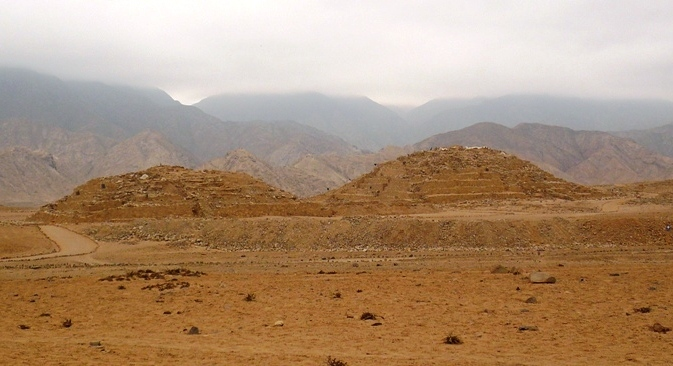
Piràmide de Caral.

Conseller regional2019 - 2022 : Teófilo Garay Sánchez (Fuerza Regional)
Municipals2015-2018
- - Alcalde : José Elgar Marreros Saucedo, Partit Aliança per al Progrés (APP).
  - Regidors :
- # Carlos Alfredo Reyes Davila (Aliança Per al Progrés)
- # Javier Solis Mejía (Aliança Per al Progrés)
- # Julia Mery Huaman Flores (Aliança Per a El Progrés)
- # Kempes Segon Mejía Rios (Aliança Per al Progrés)
- # Jhonatan Geisser Urbina Amancio (Aliança Per al Progrés)
- # Cessar Antonio Montalvo Huertas (Aliança Per al Progrés)
- # Maria Elena Del Carmen Rodríguez Alfaro (Aliança Per al Progrés)
- # Stalin Yashin Mendoza Calderon (Força Popular)
- # Nancy Adelseinda Salazar Beltrán De Ruiz (Concertació Per al Desenvolupament Regional - Lima)
- # Javier Mauricio Sayan Castell (Pàtria Jove)
- # Juan Antonio Paredes Fung (Acció Popular)

Comissaria de BarrancaComissari: Comandant PNP Roger Arturo Bustamante Baca.
- Diòcesi de Huacho[6]
  - Bisbe: Mons. Antonio Santarsiero Rosa, OSJ.
- Parròquia Sant Ildefons de Barranca.
  - Rector: Pbro. Víctor August Rapray Robles.
- Parròquia Senyor de la Resurrecció.
  - Rector: Pbro. Alberto Mario Bruzzolo.
  - Vicari: Pbro. Marlon Germán Valverde Rea.